# Portugal nos Jogos Olímpicos de Inverno de 2014
Portugal participou dos Jogos Olímpicos de Inverno de 2014, realizados na cidade de Sóchi, na Rússia. Foi a sétima aparição do país em Olimpíadas de Inverno, sendo também a terceira consecutiva. A delegação foi composta por dois esquiadores alpinos, Arthur Hanse e Camille Dias, os quais competiram em eventos de slalom e slalom gigante.

## Desempenho

### Esqui alpino
Portugal foi representado por dois atletas na modalidade de esqui alpino. Atletas lusos não competiam nesta modalidade desde os Jogos Olímpicos de Inverno de 1994, em Lillehammer, Noruega.
Feminino
| Atleta       | Evento         | Descida 1 | Descida 2 | Total   | Pos. |
| ------------ | -------------- | --------- | --------- | ------- | ---- |
| Camille Dias | Slalom         | 1:05.24   | 1:03.26   | 2:08.50 | 40º  |
| Camille Dias | Slalom gigante | 1:32.70   | 1:34.93   | 3:07.63 | 59º  |

Masculino
| Atleta       | Evento         | Descida 1 | Descida 2 | Total | Pos. |
| ------------ | -------------- | --------- | --------- | ----- | ---- |
| Arthur Hanse | Slalom         | DNF       | DNF       | DNF   | DNF  |
| Arthur Hanse | Slalom gigante | 1:30.52   | DNF       | DNF   | DNF  |

Legenda
| Recorde mundial      | Recorde mundial (World record)               |                       | Recorde africano                      | Recorde africano (African) |                                           | Q | Classificado por posição (Qualified) |
| Recorde olímpico     | Recorde olímpico (Olympic record)            | Recorde da América    | Recorde da América (Americas)         | q                          | Classificado por melhor tempo (Qualified) |   |                                      |
| Melhor marca do ano  | Melhor marca do ano (World leading)          | Recorde asiático      | Recorde asiático (Asian)              | DNS                        | Não largou (Did not start)                |   |                                      |
| Recorde nacional     | Recorde nacional (National record)           | Recorde europeu       | Recorde europeu (European)            | DNF                        | Não terminou (Did not finish)             |   |                                      |
| Recorde pessoal      | Recorde pessoal do atleta (Personal best)    | Recorde da Oceania    | Recorde da Oceania (Oceania)          | DSQ / DQ                   | Desclassificado (Disqualified)            |   |                                      |
| Recorde da temporada | Recorde da temporada do atleta (Season best) | Recorde sul-americano | Recorde sul-americano (South America) | NM                         | Sem marca (No mark)                       |   |                                      |